# Culture militaire iTaukei
 (novembre 2024).
La culture militaire iTaukei désigne les matériels et les pratiques militaires au sein de la culture traditionnelle fidjienne (période antérieure à la christianisation et la colonisation).

## Contexte et histoire
Avant la christianisation et la colonisation (environ 1860), les îles Fidji connaissent des conflits violents importants. Les motifs d'affrontements entre les communautés sont nombreux (rivalités entre chefs, conquêtes de territoires ou de ressources) et leurs conséquences affectent durablement les populations (craintes, massacres, déplacements). Pour ces raisons, les aspects militaires sont structurants pour les populations iTaukei.
Des premières installations humaines jusqu'aux années 1250, les populations s'installent progressivement sur les différentes îles de l'archipel. Dans le cas des plus grandes îles (ex : Vanua Levu ou Viti Levu), cette conquête de l'espace se fait vers l'intérieur des terres. Sur cette longue période, la population globale fidjienne s'accroît mais reste en accord avec les ressources disponibles.
À partir de cette date, les archéologues estiment que la compétition augmente entre les différentes communautés pour l'accès aux ressources,. La conséquence directe de cette évolution sociale et économique est un accroissement des activités militaires au sein de la société iTaukei, que ce soit pour attaquer et acquérir des avantages ou pour défendre les possessions.

## Équipement

### Protection
Les guerriers iTaukei n'utilisent pas de protection particulière et sont dépourvus de bouclier.
Les chefs portaient généralement un pectoral (le civavonovono) mais celui-ci avait uniquement une valeur distinctive et symbolique,.

### Armement
Les armes utilisées dans la culture iTaukei sont typiques des armes des régions Pacifique. Leur diversité et leur nombre sont toutefois plus important aux Fidji que sur d'autres îles ou archipels.
Les armes iTaukei sont de trois types : des armes contondantes courtes (comme des masses, des casse-têtes, des bâtons, etc.), des armes longues souvent utilisées également pour être jetées (lances, etc.) et des armes de jet plus classiques (arc et flèches, frondes ou bâtons à lancer).

#### Masses et apparentées (i wau)
Les armes contondantes de type masses et casse-têtes étaient les armes de base des guerriers fidjiens. Armes très fréquentes, elles sont de formes variées.

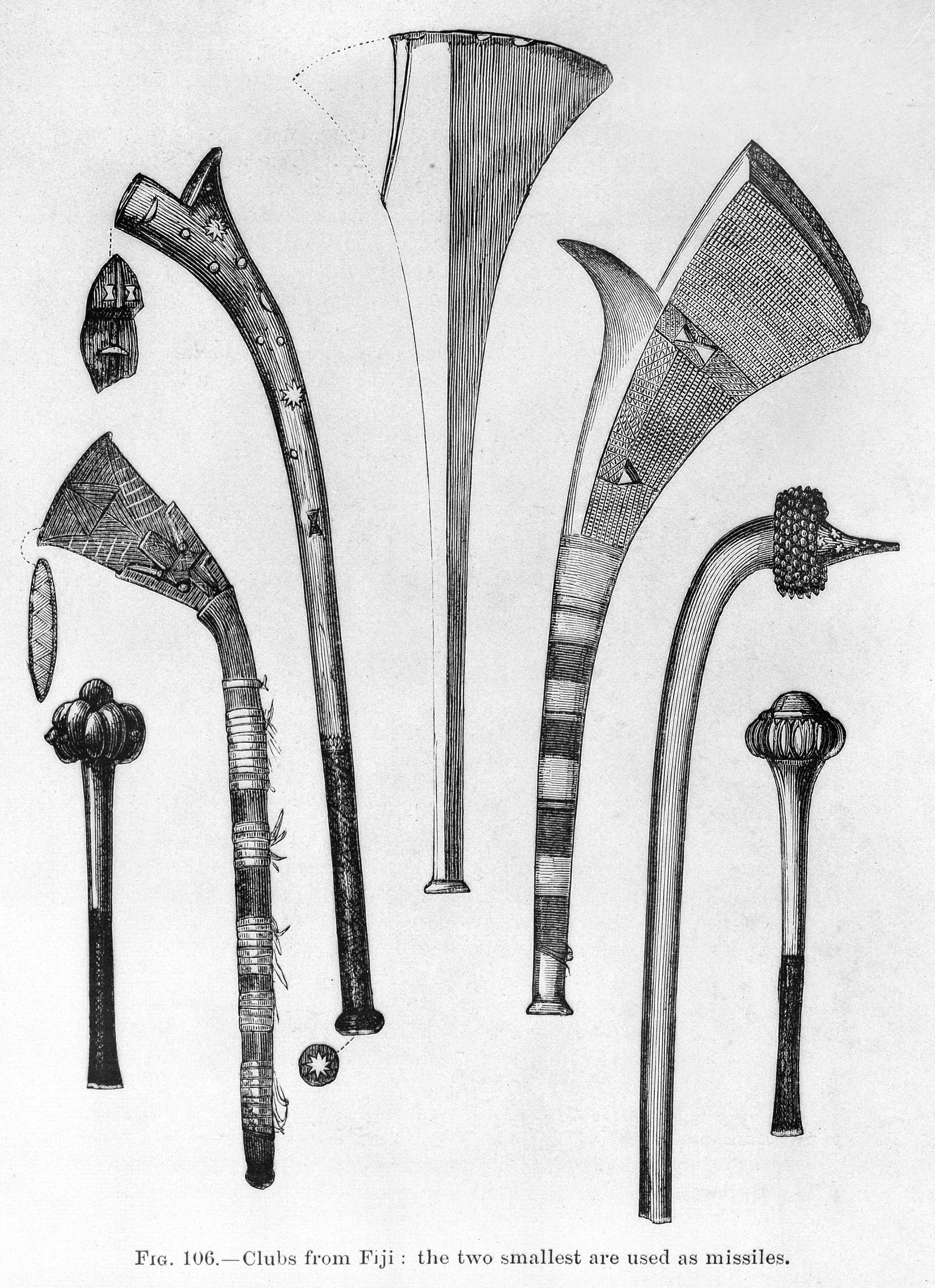
Différents types de massues iTaukei (massues 1 à 7 en partant de la gauche). Les massues 1 et 7 sont des iula. La troisième massue est un gata. La sixième massue est un totokia.
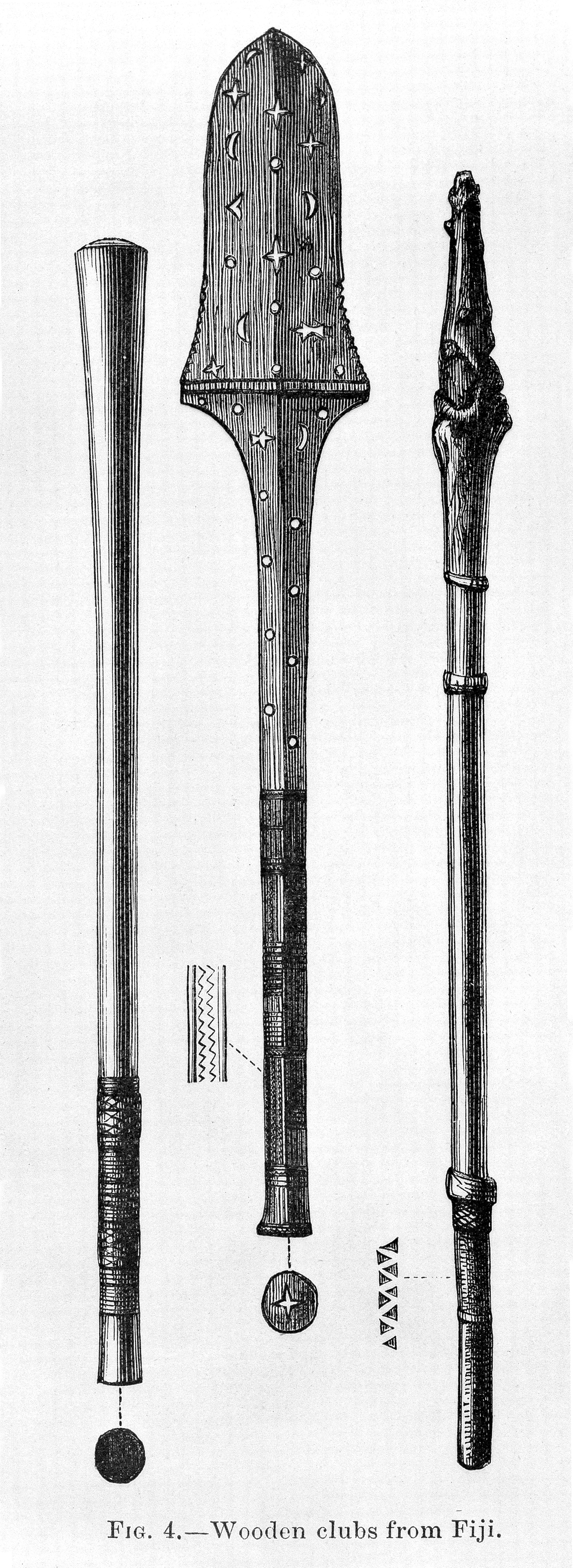
Différents types de massues iTaukei. La massue centrale est un culacula (ou kinikini).

#### Massues lancées (i ula)
Des masses spécifiques étaient également utilisées comme arme de jet,. Ces armes sont de petites dimensions et fabriquées en bois dur. Leur forme est typique des casses têtes : un manche et une tête lobée qui concentre le poids de l'arme.
Les guerriers en possédaient généralement deux, glissées à la ceinture. Leur utilisation principale était d'être lancées sur un adversaire afin de l'étourdir. Hors contexte de jet, leur petite taille en faisait des casses têtes efficaces dans des combats rapprochés avec peu d'espace de mouvement.

#### Lances (motoouvutu)
Des armes longues étaient employées par les guerriers fidjiens. Celles-ci, généralement appelées moto ou vutu, sont en bois denses. Elles mesurent environ 3 mètres.

Les pointes des lances sont parfois conçus pour rendre difficile l'extraction de la lance après avoir frappé un ennemi : les pointes peuvent être taillées en barbelés ou couvertes d'épines.

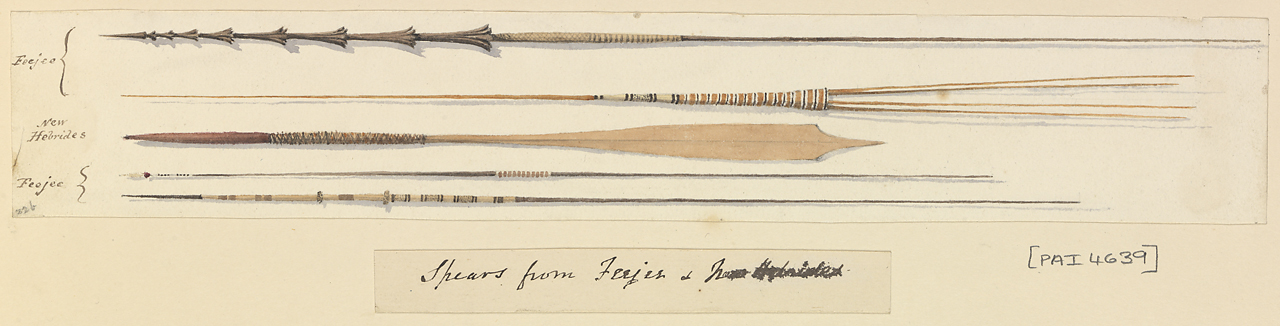
Différents types de lances polynésiennes : les deux lances du haut et les deux du bas sont fidjiennes (iTaukei).
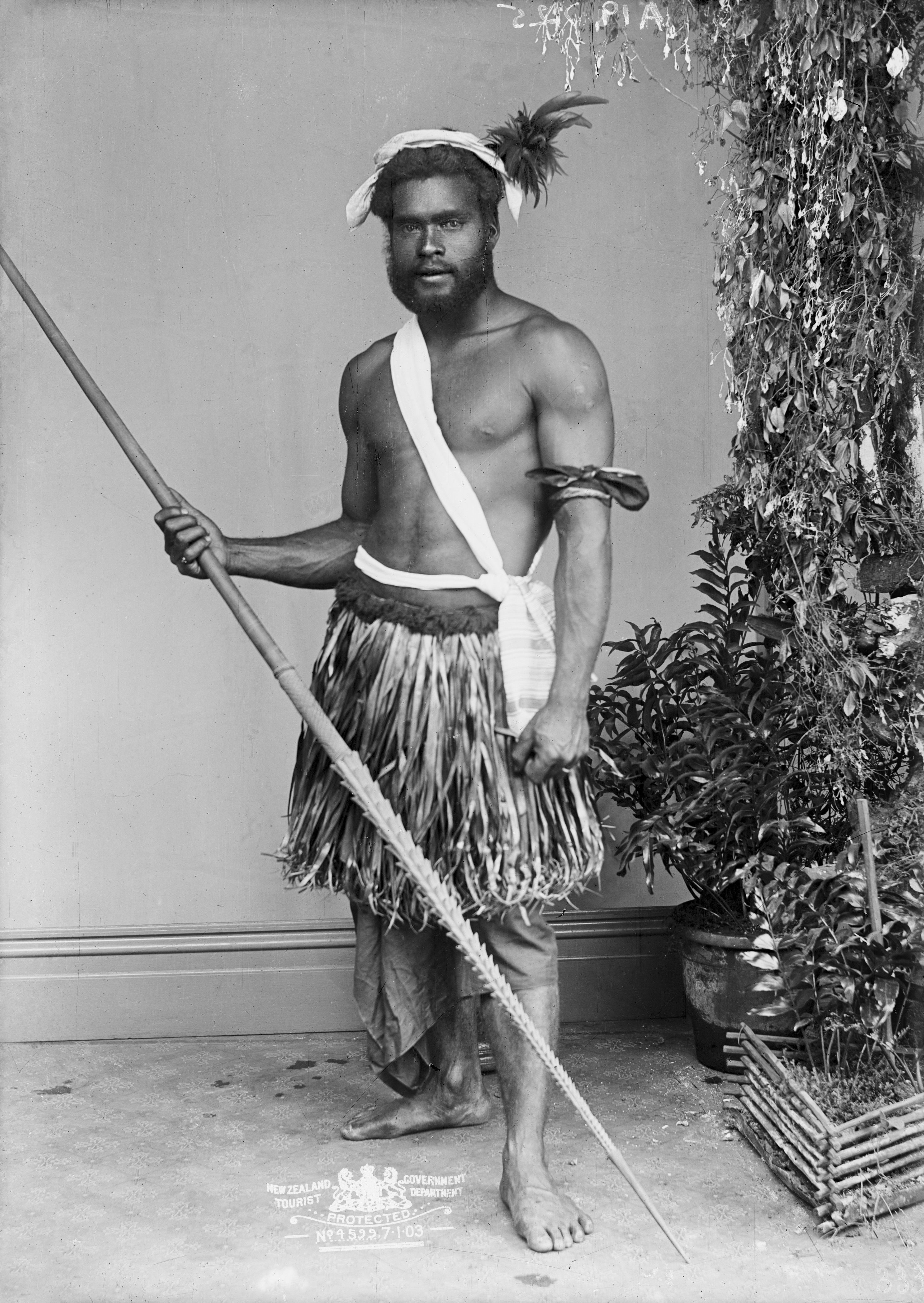
Fidjien tenant une lance. On distingue la pointe taillée en barbelés.
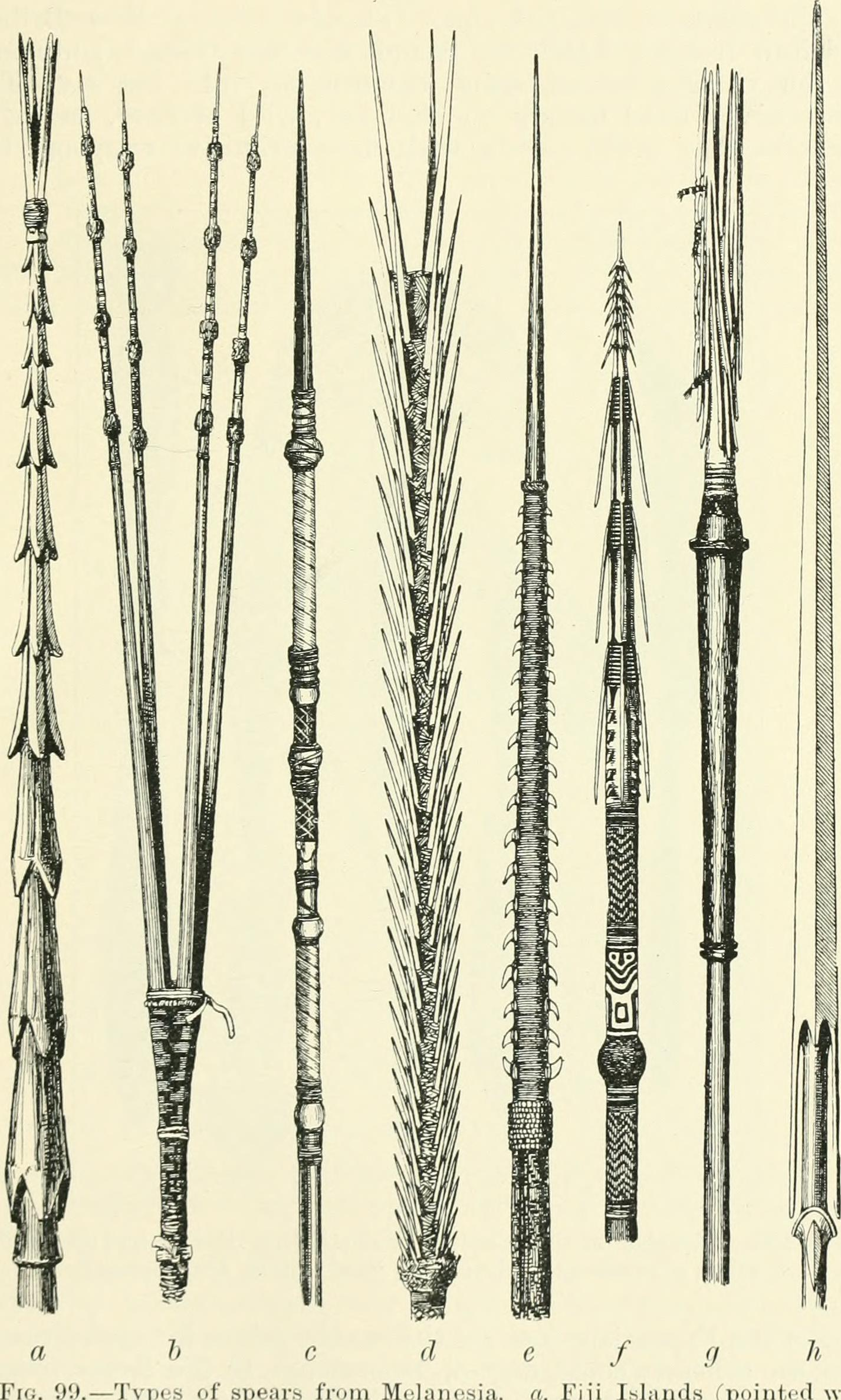
Différents types de lances polynésiennes : les deux lances sur la gauche (a. et b.) sont fidjiennes (iTaukei).

#### Arcs et flèches (dakaiouvucu)
Les arcs et les flèches sont couramment utilisés par les populations iTaukei, y compris pour des usages non-militaires comme la chasse ou la pêche. Les arcs mesurent généralement entre 1 mètre 50 et 2 mètres et sont fabriqués en palétuvier, un bois souple issu de la mangrove. A l'opposé, les flèches sont faites dans un bois dur. Généralement les pointes sont taillées directement dans le bois mais elles peuvent parfois être hérissées d’arêtes de poisson, ce qui les rend plus difficile à retirer et augmente leur pouvoir infectieux. Les flèches mesurent environ 1 mètre.

#### Frondes (i rabo)
Comme armes de jet, les guerriers fidjiens utilisaient également des frondes, nommées i-Rabo, afin de projeter des pierres sur leurs adversaires. Ces armes sont constituées de deux cordes d'une longueur d'environ 70 centimètres qui se rejoignent au niveau d'un étui contenant une pierre. Les cordes sont généralement faites en fibre végétale : des fibres tirées d'une essence d'hibiscus côtière endémique de ces îles (vau ; hibiscus tiliaceus) ou de noix de coco (magimagi).

### Transport
Pour se déplacer sur les lieux d'affrontements, les guerriers utilisent généralement des pirogues. Ces dernières sont construites spécifiquement pour les activités militaires. Elles sont grandes et peuvent embarquer jusqu'à environ 200 personnes.

## Fortification
Afin de protéger les populations et certaines ressources, les populations fidjiennes mettent en place des fortifications. Ces structures sont principalement des fossés, des palissades voire de murs de pierre.
Les fortifications utilisent les éléments naturels de l'environnement. Les obstacles naturels que sont les cours d'eau, les marais, les gouffres, les falaises, les collines et les buttes sont appuyés par des constructions.

## Pratiques et techniques guerrières
Les guerriers iTaukei utilisaient principalement leurs armes contondantes, notamment les massues, lors des combats. Ces armes permettaient d'infliger des blessures et des coups mortels importants aux ennemis.
La prépondérance accordée aux armes contondantes explique les usages plus spécifiques d'autres armes comme les arcs et les flèches. Ceux-ci étaient en effet davantage utilisé pour blesser et incapaciter les adversaires, y compris sur le long terme : les blessures occasionnées par le retrait des projectiles blessaient durablement les guerriers touchés et pouvaient également s'infecter, entraînant le décès ultérieur du combattant.

## Production
Les armes iTaukei sont la plupart du temps en bois. Les essences utilisées sont variables et dépendent des besoins de chaque arme. Par exemple, les massues sont faites à partir de bois denses et d'une dureté importante. A l'opposé, les arcs sont réalisés grâce à des essences de bois souples (ex : palétuvier).
Des sculpteurs sur bois spécialisés dans la conception de matériel militaire (les matai) sont chargés de la fabrication de ces armes. Les armes moins fréquentes et plus particulières sont l’œuvre d'experts. Par exemple, les lances (moto) sont réalisées par des artisans du bois spécifiques : les mata ni moto.
Les pirogues utilisées pour les déplacements des guerriers sont spécifiques aux activités militaires. Les constructeurs sélectionnent des arbres suffisamment grands pour que les mesures des troncs autorisent la fabrication d'embarcations de grandes dimensions.